# Characidium rachovii
Characidium rachovii es una especie de peces de la familia Crenuchidae en el orden de los Characiformes.

## Morfología
Los machos pueden llegar alcanzar los 4,3 cm de longitud total.

## Hábitat
Vive en zonas de clima tropicalentre 20 °C - 24 °C de temperatura.

## Distribución geográfica
Se encuentran en Sudamérica:  cuencas de los ríos  Paraná y  Uruguay, y cuencas fluviales costeras entre Río Grande del Sur  y el río de La Plata.